# كينيتشي ماتسوياما
كينيتشي ماتسوياما (باليابانية: 松山 ケンイチ) مواليد 05 مارس 1985 في اليابان، هو ممثل ياباني بدأ مسيرته الفنية عام 2001.

## الأعمال

### أفلام
- طعم الشاي (2004)
- إل يغير العالم
- الوطن

## وصلات خارجية
- كينيتشي ماتسوياما على موقع IMDb (الإنجليزية)
- كينيتشي ماتسوياما على موقع ألو سيني (الفرنسية)
- كينيتشي ماتسوياما على موقع أول موفي (الإنجليزية)
- كينيتشي ماتسوياما على موقع قاعدة بيانات الفيلم (الإنجليزية)
- كينيتشي ماتسوياما على موقع كينوبويسك (الروسية)
- الموقع الإلكتروني

كينيتشي ماتسوياما في قاعدة بيانات الأفلام على الإنترنت